# Basler Brot

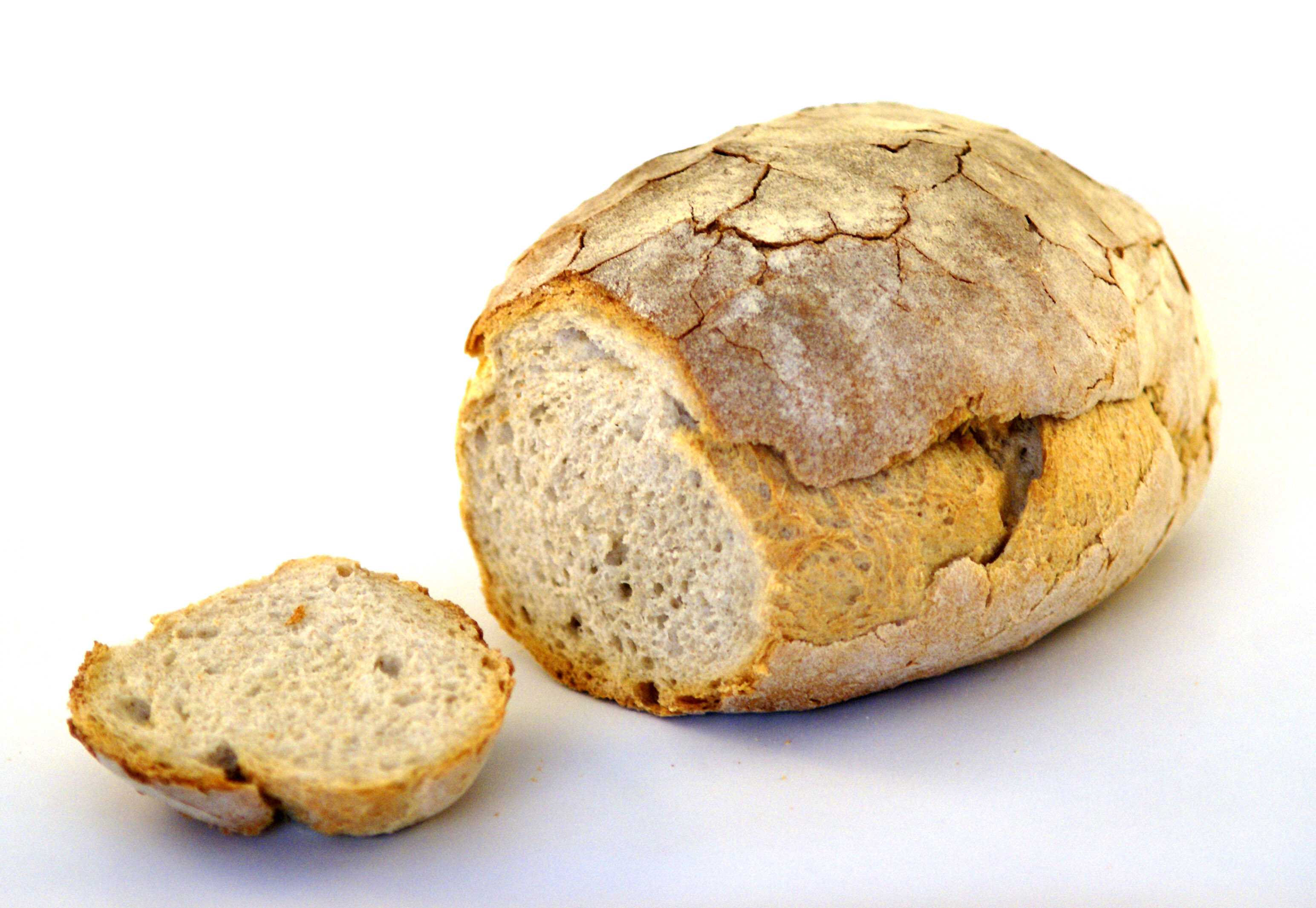
Basler Brot.

El Basler Brot (en alemán ‘pan de Basilea’) es un pan hecho tradicionalmente en los cantones suizos de Basilea-Ciudad y Basilea-Campiña, pero actualmente popular en toda Suiza. Se distingue de otros panes suizos por su miga blanda y porosa y su corteza crujiente.
La antigüedad de la receta es incierta. El Basler Brot fue descrito por primera vez en una revista de panadería en 1944. Tras una campaña comercial de la Asociación de Panaderos Suiza en los años 1950, se difundió a todas las panaderías del país.

## Producción

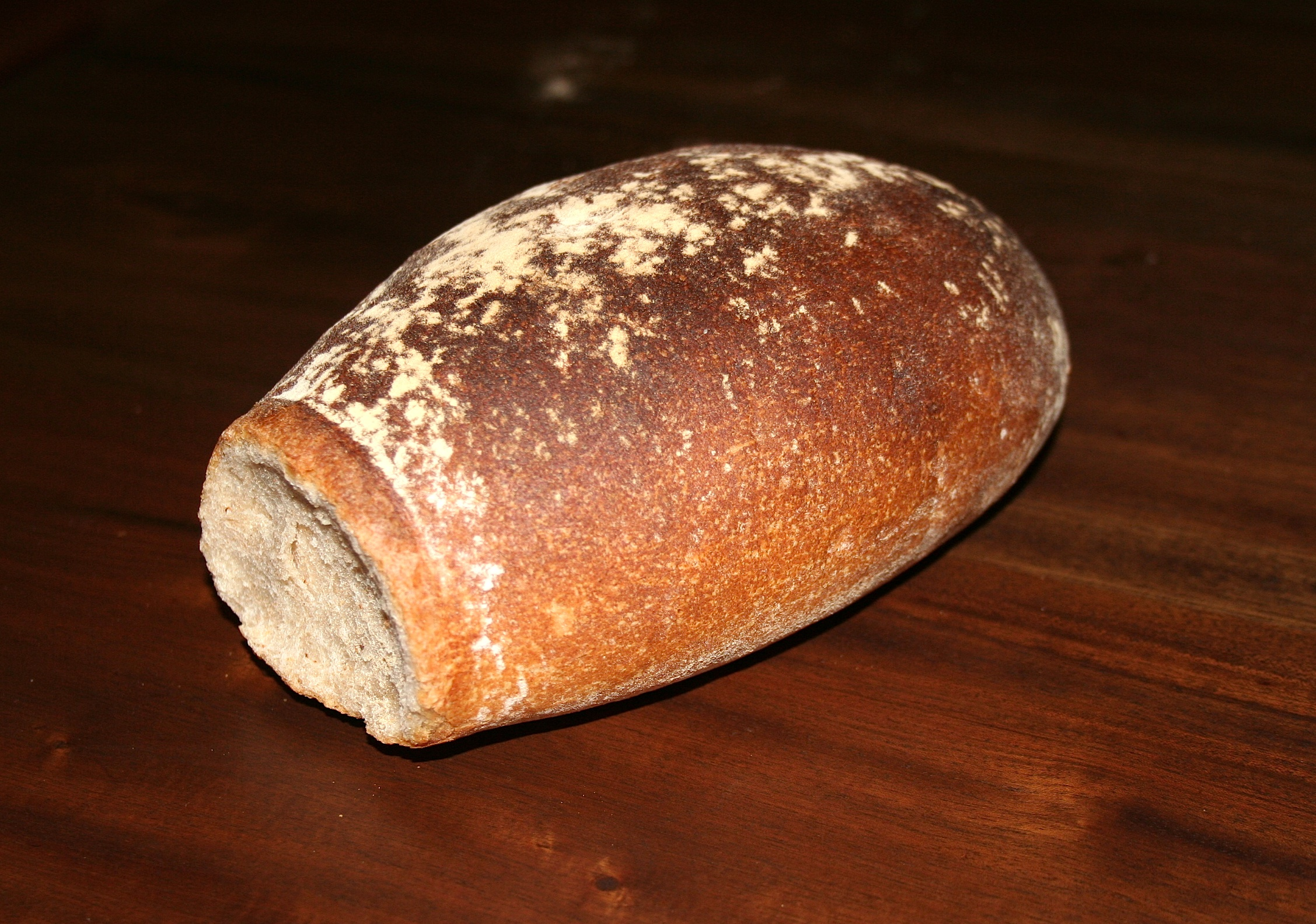
Un Basler Brot tradicional sin grietas en la corteza.

La producción del Basler Brot empieza el día anterior al horneado con la elaboración del Hebel, una masa madre que se deja madurar toda la noche, produciendo el aroma característico del pan. Entonces se mezcla con harina normal, sal, levadura y agua para obtener una masa con un contenido muy alto de agua (sobre el 80%), haciendo al pan muy suave.
Tras un amasado ligero, se forman piezas gruesas, que se pesan y se dejan reposar media hora en sobre madera enharinada. Se estiran ligeramente a una forma ovalada, lo que permite la formación de grandes poros en la masa, y entonces se hornean al menos media hora a hasta 330 °C. Normalmente se hornean dos piezas unidas por los extremos, usándose vapor para evitar el endurecimiento prematuro de la corteza, que no debe agrietarse durante el horneado.

## Importancia
Distribuido nacionalmente a través de los minoristas Migros y Coop, el Basler Brot se consume en toda Suiza como alimento cotidiano. También se vende en la zona cerca de Basilea: en Alsacia (Francia) y Lörrach (Alemania).